# اسپندکس

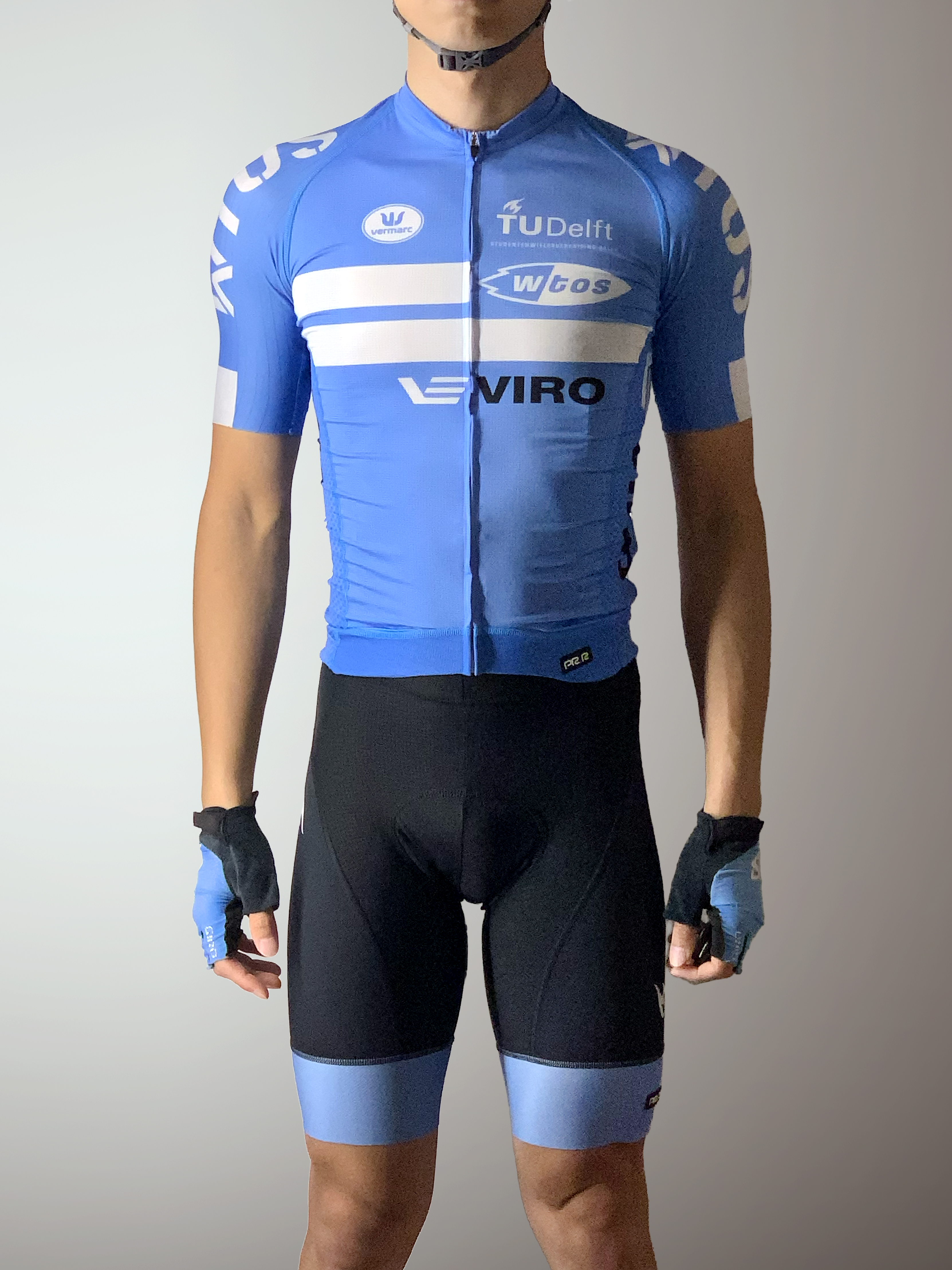
لباس تابستانی دوچرخه سواری با به کارگیری از اسپندکس

اسپندکس (به انگلیسی: Spandex) یا لاکرا یا الاستان یک فیبر مصنوعی است که به خاطر خاصیت کشش استثنایی آن شناخته شده‌است.
نام «اسپندکس» واروواژه از کلمه اکسپندس به معنی کشسان است. این نام بیشتر در آمریکای شمالی به کار می‌رود؛ در قاره اروپا با واژه الاستان به کار می‌رود یعنی لهستان و فرانسه، آلمان، سوئد، الاستانو در اسپانیا، الاستام در ایتالیا و الاستان در انگلستان، ایرلند شناخته می‌شود، پرتغال، اسپانیا، برزیل، آرژانتین، استرالیا، نیوزیلند و اسرائیل عمدتاً با عنوان لایکرا به کار می‌رود. نام‌های تجاری برای اسپندکس عبارتند از لاکرا (ساخته شده توسط اینویستا تابعه کوچ)، همچنین آساهی کاسی هم آن را تولید می‌کند.

## اختراع
در شرکت داو دوپون متخصص ژنتیک جوزف سی. شیرز مصمم بود که فیبری را برای جایگزینی لاستیک در لباس‌ها پیدا کند. او در اوایل دهه ۱۹۵۰ در تحقیقاتش پیشرفت کرد، زمانی که از مواد برای اصلاح پلی استر داکرون استفاده کرد. این اصلاح باعث ایجاد یک فیبر کششی شد که می‌توانست با دماهای بالا مقاومت کند. پس از تقریباً یک دهه تحقیق، ساخت فیبر مورد نظر در سال ۱۹۵۹ تکمیل شد. ابتدا فیبر ک نامیده شد، و سپس داو دوپون نام تجاری لاکرا را برایش انتخاب کرد تا برند اسپندکس فیبر را توسعه داد.

## تولید
الیاف اسپندکس به چهار روش تولید می‌شوند: اکستروژن ذوب، چرخش واکنش، چرخش خشک محلول و چرخش مرطوب محلول. تمام این روش‌ها عبارتند از مرحله اولیه واکنش مونومرها برای تولید پیش پلیمر. هنگامی که پلیمر تشکیل شد، آن را به شیوه‌های مختلف مورد واکنش قرار می‌دهند و از آن به منظور ساخت الیاف استفاده می‌کنند.
از روش چرخش خشک برای تولید بیش از ۹۴٫۵٪ از الیاف اسپندکس جهان استفاده می‌شود و این فرایند دارای پنج مرحله است
1. اولین قدم این است که پیش پلیمر تولید کنیم. این کار با مخلوط کردن ماکروگلیکول با مونومر دی ایزوسیانات انجام می‌شود. دو ترکیب در یک مخزن واکنش برای تولید پیش¬ پلیمر مخلوط می‌شوند. یک نسبت معمول از گلیکول به دی ایزوسیانات ۱: ۲ است
2. پریپولیمر بیشتر با مقدار مساوی دیامین واکنش نشان می‌دهد. این واکنش به عنوان واکنش زنجیره ای نامیده می‌شود. محلول حاصل با محلول حلال (دی‌متیل‌استامید) رقیق می‌شود. حلال باعث می‌شود که محلول نازک‌تر و راحت تر شود و سپس می‌توان آن را در سلول تولید فیبر پمپ نمود.
3. محلول ریسندگی به یک سلول رشته‌ای استوانه ای تزریق می‌شود که در آن درمان می‌شود و به الیاف تبدیل می‌شود. در این سلول، محلول پلیمری را از طریق یک صفحه فلزی به نام spinneret مجبور می‌شود. این باعث می‌شود راه حل در رشته‌های پلیمر مایع تراز شود. همان‌طور که رشته‌ها از طریق سلول عبور می‌کنند، آنها در حضور یک گاز نیتروژن و حلال گرم می‌شوند. این فرایند پلیمر مایع را به‌طور شیمیایی واکنش می‌دهد و رشته‌های جامد را تشکیل می‌دهد.
4. همان‌طور که فیبرها از سلول خارج می‌شوند، تعداد رشته‌های جامد با هم ترکیب می‌شوند تا ضخامت مورد نظر تولید شود. هر فیبر اسپندکس از بسیاری از الیاف کوچکتر تشکیل شده‌است که به دلیل چسبندگی طبیعی سطح آنهاست.
5. سپس فیبرهای حاصل با یک عامل اتمام کار می‌کنند که می‌تواند منیزیم استارات یا پلیمر دیگری باشد. این درمان مانع از هم خوردن الیاف و کمک به تولید نساجی می‌شود. سپس فیبرها به وسیله یک سری از غلطک‌ها بر روی یک کاناله منتقل می‌شوند.

## نقش در مد

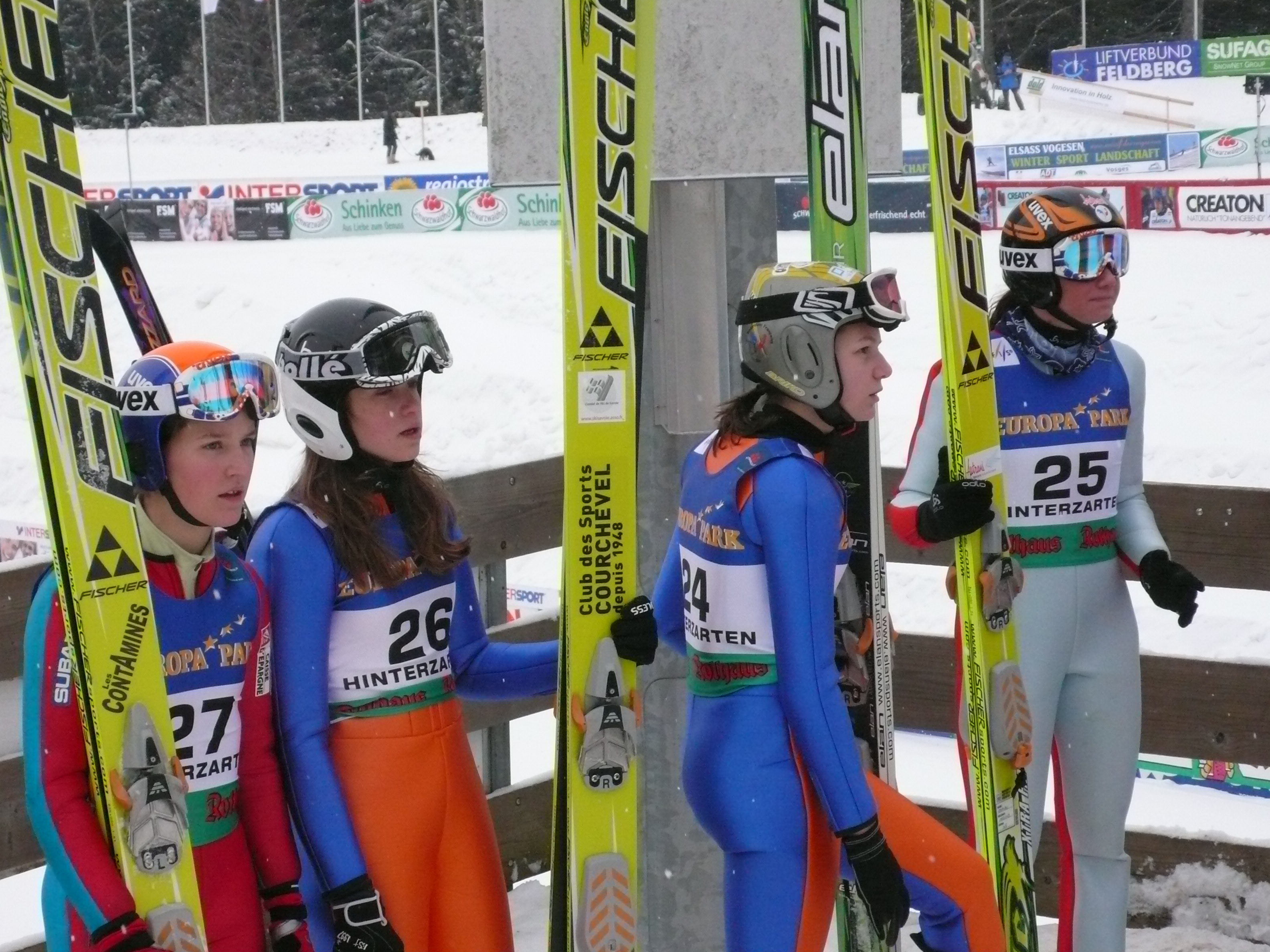
300px تیم اسکی زنان فرانسه لباس اسپندکس پوشیده‌است

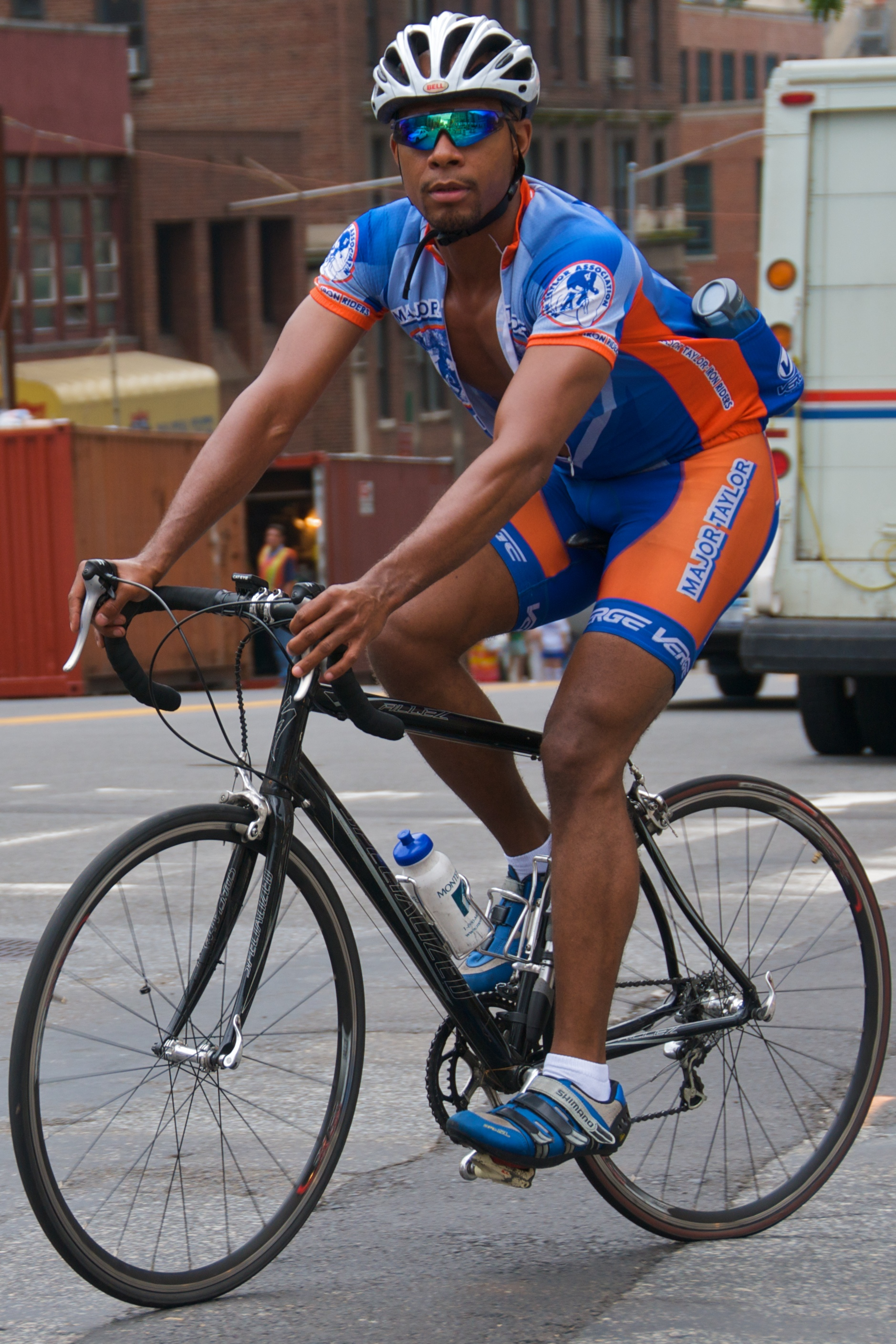
300px دوچرخه سوار لباس اسپندکس پوشیده‌است

در دوره پس از جنگ جهانی دوم، بخش نساجی داو دوپون، که در سال ۱۹۵۲ تشکیل شد، محبوب‌ترین بخش آن بود، که بر بازار فیبر مصنوعی در سراسر جهان غالب بود. در این زمان، زنان به دلیل نیاز به لباس زیر و جوراب به عنوان یک گروه مهم از مصرف‌کنندگان محسوب می‌شدند.
داو دوپون تحقیقاتی در بازار انجام داد تا بتواند آنچه را که زنان از منسوجات می‌خواستند به‌دست آورد و تولید کند، سپس شروع به تولید الیاف خاص برای پاسخگویی به نیازهایشان کرد. «نیاز» اصلی این بود که راه حل ساخت فیبر بهتر برای استفاده در کرست زنان پیدا شود، که در آن زمان معمولاً از لاستیک ساخته شده بود. دوپون علاقه‌مند به توسعه یک فیبر الاستیک مصنوعی در دهه ۱۹۳۰ شد، که توسط شیمیدان جوزف شایرز در سال ۱۹۵۹ تکمیل شد. طبیعت تغییر شکل اسپندکس اجازه داد که آن را در لباس‌های دیگر علاوه بر کرست و لباس زیر وارد کند. دوپون کمپین تبلیغاتی گسترده‌ای را برای نام تجاری لاکرا راه اندازی کرد، تبلیغات و تبلیغات تمام صفحه را در مجلات زنانه آغاز کرد. آدری هپبورن، نماینده سبک اصلی مد، در اواخر دهه ۵۰، این نام تجاری را بر روی صفحه مجلات به نمایش گذاشت؛ مدل‌ها و بازیگران مانند جوآن کالینز و آن مارگرت به دنبال زیبایی‌شناسی هپبورن با قرار دادن تصویر خود با لباس لاکرا بر روی جلد مجله به عنوان مدل برای این محصول عکس گرفتند.
در اواسط دهه ۱۹۷۰، با ظهور جنبش آزادی زنان، فروش کرست پایین آمد. کرست‌ها به عنوان نمادی ضد استقلال و علامت گذاری یک دوره ای که به سرعت از بین رفته، شناخته شد. دوپون آماده نبود که بازار را ترک کند آن هم در شرایطی که به‌طور قابل توجهی به آن وابسته بودند. در پاسخ به این جنبش، دوپون تلاش کرد تا به عنوان لباس ورزش‌های تناسب اندام و هوازی در دهه ۱۹۷۰ ظاهر شود. این گسترش در بازی‌های المپیک زمستانی ۱۹۶۸ ادامه یافت وقتی تیم اسکی فرانسه با لباس‌های لاکرا رقابت می‌کرد.
این نام تجاری به عنوان لباس ورزشی ضروری به دلیل مواد انعطاف‌پذیر و سبک‌وزن آن به سرعت محبوب شد. این فیبر به ویژه در شلوارهای نیمه ساقه که توسط دوچرخه سواران استفاده می‌شود، بسیار محبوب است. تا دهه ۱۹۸۰، در پرورش اندام محبوبیت زیادی به دست آورد و طراحان پیشگام مد پوشیدن شلوار اسپندکس را در خیابان رایج کردند و سپس به عنوان یک فیبر مردمی در صنعت پوشاک شناخته شد و جایگاهش را تثبیت کرد به طوری که تا سال ۱۹۸۷ دوپون با مشکل در تأمین تقاضای جهانی مواجه شد. در دهه ۱۹۹۰ انواع مختلفی از اقلام ساخته شده با اسپندکس محبوبیت داشتند، از جمله یک خط تولید لباس پایه شکل دهنده بدن که تحت نام تجاری Bodyslimmers فروخته شد. همان‌طور که در این دهه پیشرفت داشت، پیراهن، شلوار، لباس و حتی کفش‌ها با ترکیب اسپندکس ساخته می‌شد و خرده فروشان بازار خرده فروشی مانند بنانا رپابلیک از آن برای لباس‌های مردانه استفاده می‌کردند.

## عمده کاربرد فیبر اسپندکس
کشش و قدرت (تا پنج برابر طول آن) موجب شده تا از اسپندکس در طیف گسترده‌ای از لباس‌ها، به ویژه در لباس‌های چسب بدن مورد استفاده قرار گرفته‌است. مزیت اسپندکس قدرت و انعطاف‌پذیری قابل توجه آن است و توانایی منحصر به فرد آن سبب می‌شود تا پس از کشش و خشک شدن سریع تر از پارچه‌های معمولی به شکل اولیه بازگردد. لباس‌هایی که اسپندکس در آن به کار رفته معمولاً با پنبه یا پلی‌استر ترکیب می‌شود و تنها درصد کوچکی از پارچه نهایی محسوب می‌شود، که در نتیجه بیشتر خاصیت و احساس الیاف دیگر را حفظ می‌کند. در آمریکای شمالی در لباس مردان استفاده از آن بسیار نادر است، اما در لباس زنان پرکاربرد است. حدود ۸۰٪ از لباس‌های فروخته شده در ایالات متحده و در سال ۲۰۱۰ شامل اسپندکس بود.